# Bandera de Colòmbia
La bandera de Colòmbia va ser adoptada oficialment el 26 de novembre del 1861 amb el disseny de tres franges horitzontals en els tons groc, blau i vermell. La franja groga té la mida de la blava i la vermella juntes. Es considera al general Francisco de Miranda com al creador de la composició cromàtica.

## Descripció
La bandera nacional de Colòmbia es un rectangle dividit en tres franges horitzontals amb el groc a la part superior ocupant la meitat de l'amplada de la bandera, blau al mig ocupant un quart de l'amplada i vermella avall, ocupant l'últim quart.

Plantilla de construcció de la bandera.

### Colors
Els colors oficials no estan establert per llei. El Comitè Olímpic colombià va aprovar els següents colors per als Jocs Olímpics d'estiu de Londres 2012:
| Model de color | Groc          | Blau            | Vermell          |
| -------------- | ------------- | --------------- | ---------------- |
| Pantone        | 116           | 287             | 186              |
| CMYK           | 0-17,1-91,3-0 | 100-61,9-0-42,4 | 0-91,7-81,6-19,2 |
| RGB            | 252, 209, 22  | 80, 56, 147     | 206, 17, 38      |
| HTML           | FCD116        | 003893          | CE1126           |

Els tres colors es remunten al 1810 i tenen el seu origen en la lluita contra els espanyols, quan el general veneçolà Francisco de Miranda, va introduir una bandera groc-blau-vermella. Aquesta bandera simbolitza l'Oceà Atlàntic (blau), el terror espanyol (vermell) i el Nou Món (groc). Aquests mateixos colors eren l'any 1819 els colors de la república de la Gran Colòmbia fundada per Simón Bolívar, una federació de l'actual Colòmbia, Panamà, Veneçuela i l'Equador que el 1830 es va enfonsar. Des de llavors, Colòmbia, Veneçuela i Equador utilitzen la bandera de tres colors groc-blau-vermell, la bandera de Colòmbia és l'antiga bandera de la Gran Colòmbia.

## Banderes històriques

Províncies Unides de Nova Granada (1811-1814), adoptada posteriorment per Jean Lafitte de 1817 a 1821 a Galveston Island.
Províncies Unides de Nova Granada (1814-1816)
Gran Colòmbia (1819)
Gran Colòmbia (1820)
Gran Colòmbia (1821-1831)
Nova Granada (1831-1834)
República de la Nova Granada (1834-1858) i la Confederació Granadina (1858-1861)
Estats Units de Colòmbia (1861)
Estats Units de Colòmbia (1861-1886)